# Хитрин, Василий Алексеевич
Василий Алексеевич Хитрин (8 марта 1912, Котельничский уезд, Вятская губерния — 18 октября 1941, Конаковский район, Калининская область) — командир звена 29-го истребительного авиационного полка 31-й смешанной авиационной дивизии Западного фронта, старший лейтенант.

## Биография
Родился 8 марта 1912 года в деревне Хитрята в крестьянской семье. Окончил 10 классов. В 17 лет уехал по разнарядке на учёбу в школу ФЗУ в город Березники Пермской области. В 1929—1931 году работал чернорабочим на строительстве БКК-1, в 1932—1934 — аппаратчиком цеха синтеза аммиака БХК, окончил 2 курса химического рабфака.
В Красной Армии с августа 1934 года. В войсковой части он зарекомендовал себя примерным бойцом и получил направление в лётную школу. В 1937 году окончил Оренбургскую военную авиационную школу лётчиков. Службу проходил на Дальнем Востоке в 1-й Краснознамённой авиационной эскадрилье. Член ВКП(б) с 1939 года. С 1940 года — командир звена 29-го истребительного авиационного полка. Накануне войны полк, в котором служил лейтенант Хитрин, следовал к новому месту назначения — к западной границе. В дороге получили известие о начале войны.
Участник Великой Отечественной войны с июля 1941 года. Уже том же месяце, после первых вылетов, был представлен к награждению орденом Красного Знамени.
Командир звена 29-го истребительного авиационного полка старший лейтенант Василий Хитрин за четыре месяца войны совершил сто семьдесят три боевых вылета на разведку и штурмовку оборонительных рубежей, скоплений живой силы и техники противника. В десяти воздушных боях сбил 1 немецкий самолёт лично и 6 составе группы. 10 октября 1941 года был представлен к присвоению звания Героя Советского Союза.
Указом Президиума Верховного Совета СССР от 22 октября 1941 года за образцовое выполнение боевых заданий командования на фронте борьбы с немецко-вражеским захватчиками и проявленные при этом мужество и героизм старшему лейтенанту Хитрину Василию Алексеевичу присвоено звание Героя Советского Союза.
Старший лейтенант Василий Хитрин не узнал, что стал Героем. 18 октября 1941 года в воздушном бою его истребитель был подбит. Во время вынужденной посадки у деревни Дмитрово самолёт потерпел катастрофу, лётчик погиб. Похоронен в братской могиле в деревне Отроковичи, Конаковский район Тверской области.
Всего на фронте совершил 243 боевых вылета, в том числе 107 — на разведку, 46 — на штурмовку войск противника, 14 — на сопровождение бомбардировщиков, 76 — на прикрытие своих наземных войск. В 24 воздушных боях сбил лично и в группе 7 самолётов.
Награждён орденом Ленина. На здании сельсовета установлена мемориальная доска. Имя Героя носит Макарьевская средняя школа.

## Комментарии
1. ↑  Деревня Хитрята, относившаяся к Соболевской, в 1920-е годы — к Троцкой волости Котельничского уезда, в последующем входила в состав Тюменского сельсовета Макарьевского района; не сохранилась, ныне — территория Котельнического района Кировской области[1].